# 新語 (書)
《新语》，西汉陆贾著，作于汉高祖十一年。共十二篇。
陆贾升任太中大夫之后，时常向高帝称说《诗》、《书》，并劝高帝重文治、行仁仪、法先圣、高帝遂令其作书言秦失天下而汉得之故及古时成败诸国事、陆贾乃粗述存之征，凡著十二篇。每奏一篇，高帝皆称好，左右呼万岁以庆贺，号其书为《新语》。（见《史记》）